# Österrikes Billie Jean King Cup-lag
Österrikes Billie Jean King Cup representerar Österrikes i tennisturneringen Billie Jean King Cup, och kontrolleras av Österrikes tennisförbund. 

## Historik
Österrike deltog första gången i turneringen premiäråret 1963.  Österrikes har som bäst gått till semifinal.